# 查尔斯·格里费斯
查尔斯·汤姆林森·格里费斯（英語：Charles Tomlinson Griffes，1884年9月17日—1920年4月8日），美国作曲家。早年到德国师从洪佩尔丁克学习，并周游欧洲，回国后担任教职，1920年因流感早逝。格里费斯是20世纪早期重要的美国作曲家，同时也是印象主义音乐的代表人物之一。他的钢琴曲《音画三首》和《罗马素描》采用了德布西式的写作手法，他同时也对东方文化非常感兴趣，常在作品中采用五声音阶和全音阶，创造出独特的效果。